# MUSIC-N
MUSIC-Nは、ベル研究所において、1957年以降マックス・マシューズが開発した一連のコンピュータミュージックプログラムおよびプログラミング言語である。

## 概要
MUSICは音響合成によって直接デジタルオーディオを生成する世界初のプログラミング言語であり、コンピュータにおいて音楽（実際のところは音響）を生み出した最初の言語のひとつである。そして、その後の音楽関連言語およびアプリケーションへと繋がる、最初のプログラムであった。

## MUSICシリーズ
- MUSIC II, MUSIC III (ベル研究所において開発)
- MUSIC IV（英語版） (ベル研究所において開発)
  - MUSIC IV-B (プリンストン大学において開発 、IBMコンピュータにおいて動作)
  - MUSIC IV-BF (FORTRANに書き換えられたもの。様々な機種でポータブルに使用出来るようになった)
    - MUSIC 360 および MUSIC 11(MITにおいてMUSIC IV-BFを元にバリー・ヴァーコー（英語版）により開発)
      - Csound (MUSIC 11から開発され、現在でも広く使用される)
- MUSIC V (ベル研究所における最後の開発。MUSIC Vは同時にパリのIRCAMにおいてジョン・ガードナーおよびジャン＝ルイ・リシェールによってデジタル・サウンド・プロセッサーとして改良されている)
- CMix / Real-time Cmix（英語版） (ポール・ランスキー（英語版）、ブラッド・ガートン（英語版）らによって開発)
- CMusic（英語版） (リチャード・ムーアによって開発)
- Structured Audio Orchestra Language（英語版） (SAOL)・・・エリック・シャイラー（Eric Scheirer）によって開発されたMPEG-4 オーディオ技術（MPEG-4 Structured Audio）の一部

## 関連プログラム
- Max/MSP
- Pure Data
- AudioMulch（英語版）
- SuperCollider
- JSyn（英語版）
- Common Lisp Music（英語版）
- ChucK（英語版）
- その他変調方式に基づいたあらゆる音響合成アプリケーション (Reaktorなど)

## 参照
1. ↑  Peter Manning, Computer and Electronic Music. Oxford Univ. Press, 1993.